# 雨、降りやまず
「雨、降りやまず」（あめ、ふりやまず）は、1998年4月15日に発売された瀬川瑛子のシングルである。

## 収録曲
- 両楽曲共に、作詞：たかたかし、作曲：浜圭介、編曲：川村栄二

1. 雨、降りやまず (3分43秒)
2. 雨、降りやまず（カラオケ） (3分43秒)
3. 雪平野 (4分3秒)
4. 雪平野（カラオケ） (4分3秒)